# Parasemia suffusa
Parasemia suffusa är en fjärilsart som beskrevs av Andreas Bergmann 1953. Parasemia suffusa ingår i släktet Parasemia och familjen björnspinnare. Inga underarter finns listade i Catalogue of Life.